# Лускатка звичайна
Лускатка звичайна (Pholiota squarrosa) — вид грибів, включений у рід фоліота (Pholiota) родини Строфарієві (Strophariaceae). Типовий вид роду.

## Назва
Інші назви гриба — лускатка ворсиста, лускатка скуйовджена. Наукову назву «pholiota squarrosa» присвоєно мікологом Паулем Куммером в 1871.

## Опис

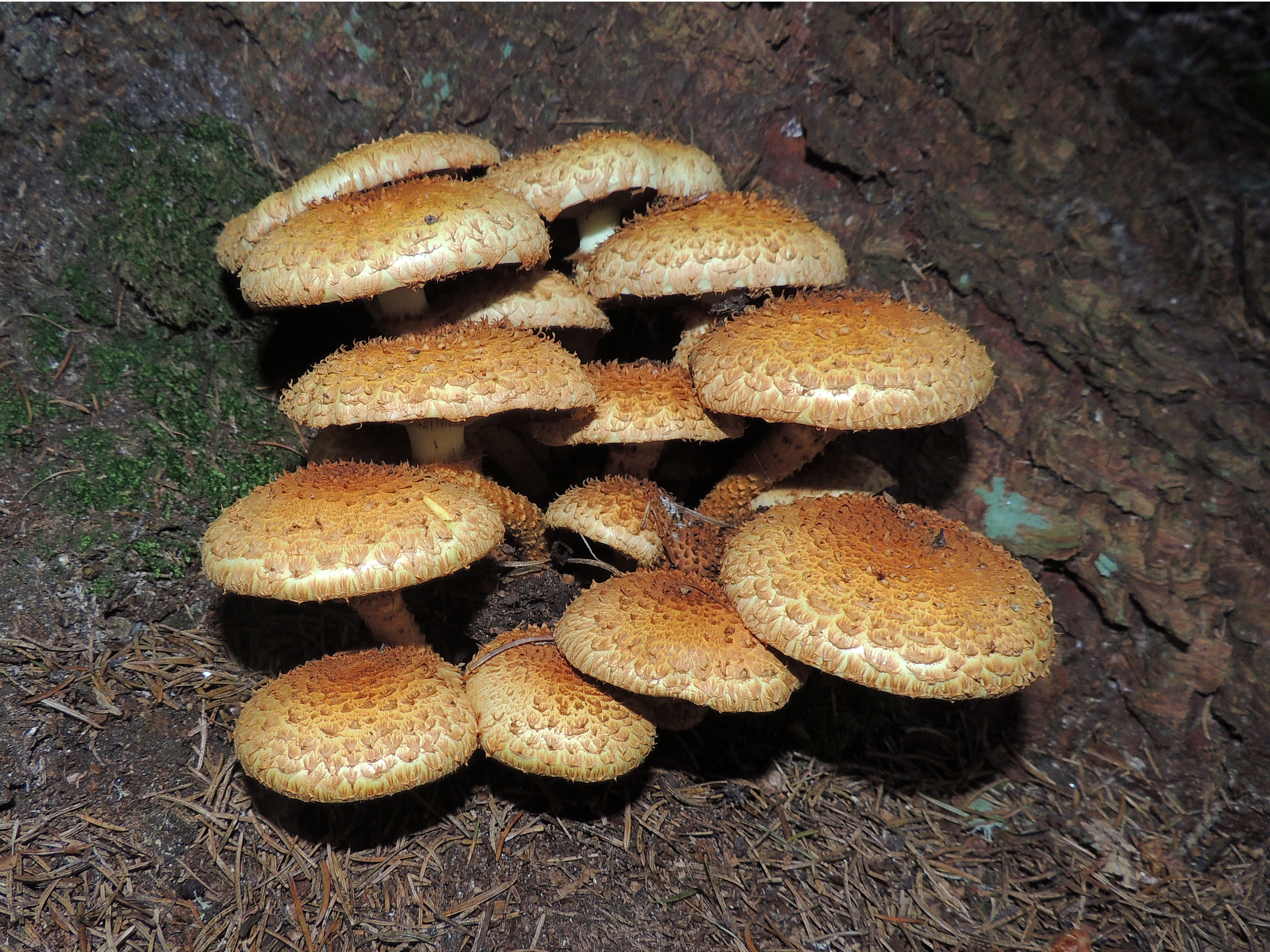

Шапинка 5–12 см в діаметрі, у зрілих грибів досягає іноді 20 см, напівкулястої або конічної, потім опуклої і пласко-опуклої форми, з підігнутим краєм, негігрофанна, з залишками, що зазвичай не опадають, покривала по краю. Поверхня повністю вкрита сухими яскраво-жовтими лусочками, слизова, жовто-жовтогаряча.
М'якуш світло-жовтого кольору, над пластинками зеленуватий, іноді зі слабким землистим запахом, з рідким смаком.
Гіменофор пластинчастий, пластинки, що приросли, часто розташовані, жовтого кольору, з віком набувають іржаво-бурого відтінку.
Ніжка 5–19 см завдовжки і 1–3 см завтовшки, з волокнистим обвислим кільцем, над ним білувата, нижче — червонувато-коричнева, покрита темнішим волокнистим нальотом.
Споровий порошок іржаво-бурого кольору. Спори 6–8 × 4–5 мкм, довгасто-яйцеподібної форми, з невеликою часом проростання.

## Екологія
Лускатка звичайна — широко поширений паразит або сапротроф, що росте на живій і мертвій деревині листяних, рідше хвойних порід.

## Вживання
Зазвичай вважається їстівним грибом низької якості, однак у Північній Америці відомі випадки легких шлунково-кишкових отруєнь лускаткою звичайною. Гриб має редьковий смак. Після попереднього відварювання його маринують або солять з іншими грибами (але обов'язково використовують прянощі).

## Таксономія

### Синоніми
- Agaricus floccosus Schaeff., 1774
- Agaricus squamosus Bull., 1789
- Agaricus squarrosus Oeder, 1770
- Dryophila squarrosa (Oeder) Quél., 1886